# میسون درینگ
میسون درینگ (انگلیسی: Mason Daring؛ زادهٔ ۲۱ سپتامبر ۱۹۴۹) یک آهنگساز اهل ایالات متحده آمریکا است.